# Chiesa di San Giovanni Battista (San Polo d'Enza)
La chiesa di San Giovanni Battista è la parrocchiale di San Polo d'Enza, in provincia di Reggio Emilia e diocesi di Reggio Emilia-Guastalla; fa parte del vicariato della Val d'Enza.

## Storia
Già nel Medio Evo esisteva, annesso al castello, un luogo di culto dedicato a San Giovanni Battista; nel 1498 divenne beneficio della famiglia Marcesi, e tale rimase sino all'epoca napoleonica.
Nel 1948 la parrocchialità venne trasferita dalla pieve dei Santi Pietro e Paolo alla chiesa di San Giovanni Battista, la quale venne quindi ampliata su disegno di Enrico Palli e Umberto del Corno e dotata della torre campanaria.
In epoca postconciliare la chiesa venne adeguata alle norme postconciliari.

## Descrizione

### Esterno
La chiesa non dispone di una vera e propria facciata, dato che si accede all'edificio tramite un portale a tutto sesto che si apre sulla parete settentrionale.
Accanto alla parrocchiale si erge su un basamento a scarpa il campanile a pianta quadrata, suddiviso in più registri da cornici; la cella presenta su ogni lato una monofora ed è coperta dal tetto a quattro falde.

### Interno
L'interno si compone di un'unica navata, sulla quale si affacciano le cappelle laterali introdotte da archi a tutto sesto e le cui pareti sono scandite da lesene sorreggenti la trabeazione sopra la quale si imposta la volta a botte, abbellita da costoloni; al termine dell'aula si sviluppa il presbiterio, rialzato di alcuni gradini e chiuso dall'abside quadrata.
Dalla parrocchiale si accede tramite tre aperture all'oratorio di San Giovanni, coperto da una volta a crociera e caratterizzato dal pavimento in cotto.